# Alhándal (banda)
Alhándal es una banda española de Rock originaria de Fuengirola. Un novedoso proyecto de Rock duro con clara influencia andalusí creado en 2009 por los miembros de la banda TYR.

## Historia

### 1996 – 2001 Los orígenes...por qué?
Tras varios intentos de consolidar una formación estable, a finales de 1996 Fran decide darle forma al proyecto TYR con la aportación de Victor de la Rubia a la guitarra y Txarly a la batería. Semanas después completarían la formación Alex Beltrán a los teclados, J. Guzmán al Bajo y Efrain a la voz. Tras meses de trabajo en el local, es en la primavera de 1997 cuando llegan las primeras actuaciones en vivo en la zona de Mijas y Fuengirola. En mayo de ese mismo año entran en estudio a las órdenes de Sergio Cascales para grabar su primera maqueta de 5 temas En un reino lejano. Seguidamente Alex abandona el grupo, su lugar lo ocupa Manu, teclista de In Ways of Blood. 
La primera formación estable quedaría compuesta por:
- Efraín: Voz
- Fran Benitez: Guitarra
- Victor de la Rubia: Guitarra
- J. Guzmán: Bajo
- Manu Hidalgo: Teclados
- Carlos Núñez: Batería

Sin que la primera baja del proyecto alterase la actividad de la banda, continúa con los conciertos programados junto a bandas de la Costa del Sol como Dhunna o In Ways of Blood. Ese verano de 1997 consigue en Fuengirola el primer premio del certamen Rock and Surf, entre otros conciertos, cierra el verano en citas como la Feria de Mijas o las jornadas de juventud y deporte de Ceuta, esta última junto a bandas como Los Marañones y Espino.
El trabajo no cesa preparando temas y conciertos durante el siguiente invierno, sería a finales de primavera, cumpliendo el primer año desde el estreno en vivo de la banda, cuando Efrain y Victor dejan el grupo. Jaime, vocalista de Abyss, como allegado de la banda, recomienda para la vacante de las voces a Yiyi, cantante de los antequeranos Odunrock, quien accede a trabajar con la banda desde ese verano. Fran mantendría el peso de las guitarras momentáneamente. 
A finales de ese año la banda decide marcharse hasta Granada para continuar con el trabajo, es en esta ciudad donde se une a la formación el marbellí Sergio Stravinski como batería, en un periplo que duraría hasta la primavera de 1999.
Con la vuelta a Málaga Txarly regresa a la formación como batería y Jacobo García completa la línea de guitarras junto a Fran. En pleno trabajo, participando en certámenes andaluces como Sopa Bolo Rock (Álora), Passion Rock (La Rambla) o teloneando a bandas como Mago de Oz, Jacobo deja la banda. Jon Zagalaz, guitarrista de Dhunna, accede a cubrir su puesto y se incorpora a la banda en julio de ese mismo año 1999.
El grupo quedaría compuesto por:
- Yiyi: Voz
- Fran Benítez: Guitarra
- Jon Zagalaz: Guitarra
- J. Guzmán: Bajo
- Manu Hidalgo: Teclados
- Carlos Nuñez: Batería

Tras aparecer en la Feria de Pizarra con la nueva formación, el estreno de lujo se produce a finales de agosto en la primera cita del Festival Mijas Rock, actuando junto a bandas como Twilight, Tierra Santa, Easy Rider, Avalanch o Baron Rojo.
En octubre de ese mismo año la banda se marcha a Madrid para preparar su primer disco en los estudios Sound Passion de Vallekas, lo hace a las órdenes de Roberto Galán (técnico de Hamlet) y con la producción de Sergio Cascales y Patrick Van Reguemorter.
Tras el fin de las mezclas en marzo de 2000 se inician sin éxito los contactos para publicar este primer disco. No obstante la banda continúa con sus compromisos en directo y acompaña ese verano a bandas como Stratovarius, Rhapsody, Metalium o Ávalon. A finales de noviembre, Manhu abandona la banda, su puesto lo ocupa Sergio Belmonte, teclista de Phantasy.
Con este último cambio la banda quedaría compuesta por:
- Yiyi: Voz
- Fran Benítez: Guitarra
- Jon Zagalaz: Guitarra
- J. Guzmán: Bajo
- Sergio Belmonte: Teclados
- Carlos Nuñez: Batería

### 2001 – 2003 TYR, primer disco del grupo
En julio de 2001 el festival Rock Machina invita al grupo a participar en una de las citas más importantes del heavy en Europa, abriendo cartel para bandas como Symphony X, Lacuna Coil, In Flames, Kamelot o Gamma Ray en la localidad castellonense de Moncofa. A finales de ese año, el 26 de noviembre, la división del sello madrileño Locomotivemusic, Dynamo Records, publica el primer disco de la banda (TYR), lo que lleva al grupo a estar en escenarios como Viñarock 2002 o la Abeja Metálica.
Es a finales del verano de 2001 cuando Sergio Belmonte deja el grupo, la vacante en los teclados la ocupa Manhu hasta finales de 2002. Tras un completo verano, la banda decide entrar en estudio para grabar nuevos temas.

### 2003 – 2006 Gestando el futuro
A comienzos de 2003 deciden ralentizar sus apariciones y aunque actúa en citas puntuales, los miembros compaginan la actividad con otros proyectos paralelos. Es en ese momento cuando se incorpora a los teclados Hugo Martín, iniciando el periodo de mayor estabilidad con la formación actual:
- Yiyi Vega: Voz
- Fran Benitez: Guitarra
- Juan Zagalaz: Guitarra
- J. Guzmán: Bajo
- Hugo Martín: Teclados
- Carlos Nuñez: Batería

En 2004 culmina el letargo, la banda comienza a trabajar en nuevos temas. Bajo los arreglos de Jon Zagalaz, el grupo evidencia un giro en el modo de concebir su propia marca musical, siendo en el verano de 2004 cuando la banda entra en estudio para grabar los primeros temas. Tras realizar las baterías en los Estudios Control Remoto, entra en Estudios Dune el 8 de diciembre para culminar lo que sería su nuevo disco, una producción que se extendería hasta finales de 2005 con los trabajos de mastering de Ryan Smith en los estudios Sterling Sound de Nueva York. 
En esas fechas de finales de 2005, terminado el trabajo con el nuevo disco, Jon Zagalaz anuncia su marcha momentánea a EE. UU., donde permanecería hasta octubre de 2006 culminando sus estudios en el Musicians Institute de Los Ángeles. La banda decide aparcar el lanzamiento del nuevo disco hasta el regreso de Jon, vuelve a los escenarios locales durante los primeros meses de 2006. en esos meses nace Mox Records, sello que aseguraría los futuros lanzamientos del grupo.

### 2006 – 2008 Hipokrisia
Con el regreso de Jon a España, el grupo anuncia la publicación de Hipokrisia a finales de 2006, lanzamiento que compagina con una gira de presentación por las principales ciudades de la península.
Gira promocional Hipokrisia:
- 14/10/2006 – Azkoitiko Matadeixe Azcoitia
- 21/10/2006 – Rock Eagle Logroño
- 04/11/2006 – Utopía Zaragoza
- 11/11/2006 – Xtreme Aretoa Santurce
- 18/11/2006 – Super 8 Murcia
- 02/12/2006 – Pa berse matao Valencia
- 08/12/2006 – Culto Club Lisboa
- 16/12/2006 – Jimmy Jazz Vallecas

Con nuevo disco y recuperando la carretera para el día a día de la banda, TYR certifica uno de los momentos de mayor estabilidad desde su fundación. Entre sus apariciones a inicios de primavera destacan festivales como La Zubia Rock en Granada, acompañando en escena a artistas como Rosendo. Participa en 2007 en el certamen nacional U-Play convocada por Sennheiser y Hard Rock Cafe, tras ser seleccionado para la semifinal de Barcelona a finales de mayo, la banda consigue llegar a llegar a la final de Madrid el 14 de junio, donde se hace con el primer premio del concurso, lo que significó el pasaporte para Festivales como Metrorock 2007 (Madrid) o Viña 2008 (Paiporta).

### 2008 –  Alhándal y vuelta a las raíces
A comienzos de 2008 Jon regresa a EE. UU. para continuar con sus proyectos académicos, esta vez viaja hasta Nueva York durante tres meses, a su regreso la banda comienza a trabajar en nuevos temas.
Es en el transcurso de 2008 cuando comienza la transformación. Tras la gratificante recompensa que supuso Hipokrisia, el grupo no deja a un lado sus compromisos en directo y actúa a comienzos de febrero en la Sala Vivero de Málaga y en la Sala El Tren de Granada junto a Saratoga, cierra así sus apariciones y se encierra en C2 Estudios para gestar un trabajo conmemorativo al XXX aniversario de la publicación del álbum Mezclalina de Tabletom, efemérides que también coincide con la publicación de otro de los grandes discos homenajeados por Ahandal, La Leyenda del Tiempo de Camarón.
La banda compagina la nueva producción, realizada a caballo entre los citados C2 Estudios y Sonido XXI en Esparza de Galar, con compromisos puntuales en directo, quedando finalizado el nuevo proyecto a comienzos de 2009 con los trabajos de mastering de Justin Shturtz en los estudios Sterling Sound de Nueva York. En ese momento la banda adopta su nuevo apelativo y se pone a las órdenes del prestigioso fotógrafo Tony Smallman, quien recrea con su objetivo el nuevo concepto del Rock Andaluz que representa Alhandal.
A finales de abril de 2009, su sello discográfico Mox Records, publica un adelanto de su disco debut “Raíces”, recogiendo una versión del clásico de Triana “En el lago” y el tema propio “Abril”. Asimismo y bajo el nombre “Alhandal Básico” inicia una serie de conciertos de carácter acústico en su tierra natal, a modo de adelanto del nuevo proyecto y la posterior gira en eléctrico prevista para finales de año.
En otoño de ese mismo año, la banda hace un nuevo adelanto de su disco "Raíces" conmemorando el XXX Aniversario de la publicación de Mezclalina, primer álbum de estudio de los decanos del rock malagueño Tabletom. Sencillo que incluye una versión inédita (distinta a la que recogería posteriormente el disco) de "Ininteligible" cantada a dúo por Yiyi y Rockberto González, así como un cover en acústico del clásico de TYR "Mar de Cristal".
La presentación oficial del nuevo proyecto tiene lugar el 19 de diciembre de 2009 en un concierto eléctrico-acústico en el Teatro Las Lagunas de Mijas, fue el inicio de la cuenta atrás del lanzamiento de "Raíces", el cual saldría al mercado el 5 de marzo de 2010.
Alhándal continúa con sus compromisos en concierto, compaginando las presentaciones de "Raíces" con un sólido proyecto en acústico, bajo la denominación de Alhándal básico, que le permite estar en la programación habitual de numerosas salas en la Costa del Sol. En la primavera de 2011, J. Guzmán deja la banda por motivos personales y pasa a ser Paco G. Nieto el nuevo bajista del grupo.
No es hasta finales de 2011 cuando la banda anuncia la reedición de su álbum "Raíces".

### 2012 - El Garrotín y Rotta.
Con el disco "Raíces" reeditado, Alhándal emprende una nueva gira que le llevaría, desde comienzos de 2012, por ciudades como Madrid, Lisboa, Murcia, Valencia, Córdoba y Málaga. Comienzan así el que ha sido su año más prolífico, con un centenar de conciertos en eléctrico y acústico.
Asimismo, ese mismo año, Alhándal asume el reto que le hace el periodista Vicente “Mariskal” Romero de versionear el clásico de Smash “El Garrotín”. Un tema que estaría acompañado por una edición especial del clásico de Medina Azahara ‘Paseando por la mezquita’, grabado a dúo entre Yiyi y Manuel Martínez. Ambos cortes saldrían publicados en un mismo sencillo el 11 de julio de 2012, e incluido como obsequio para todos los lectores de la revista “La Heavy” de ese mes. Todo un adelanto del trabajo, que ya desde 2010, la banda venía haciendo en estudio, labor que se intensificó esos meses de verano con la grabación de "Rotta", su nuevo disco.
Grabado a caballo entre los estudios C2 (Málaga) y Sonido XXI (Pamplona), "Rotta" cuenta con la producción de Jon Zagalaz, guitarrista habitual de la banda, y Javier San Martín. Un doble CD conceptual basado en el relato de Miguel Ángel De la Linde, en el que se narra el devenir de Jacob, un paralítico cerebral con una excepcional capacidad intelectual. Se trata de una obra musical que finalmente ve luz el 15 de diciembre de 2012, coincidiendo con su presentación oficial en el Teatro Las Lagunas de Mijas.

### 2013 - Azul y Sal
Casi un año después de la publicación del doble disco "Rotta", el 27 de septiembre de 2013, la banda lanza en formato digital, a través del sello Mox Records, un adelanto de lo que será su nuevo trabajo discográfico, siendo el tema elegido "Azul y Sal". El videoclip es dirigido y realizado por Juanjo Crespo. Arranca de esta manera una nueva gira que llevará a la banda a recorrer distintas salas del territorio nacional.

### 2016 - Donde Empieza el Tiempo
En febrero de 2016 se publica el cuarto trabajo discográfico, disco titulado "Donde Empieza el Tiempo".

## Miembros

### Miembros actuales
- Yiyi Vega: Voz
- Juan Zagalaz: Guitarra
- Francisco Nieto: Bajo
- Germán Villén: Piano y teclados
- Carlos Núñez: Batería y percusiones

### Antiguos miembros
- Alex Beltrán: Teclados (1997)
- Efraín: Voz (1997 - 1998)
- Victor de la Rubia: Guitarra (1997 - 1998)
- Sergio Stravinski: Batería (1999)
- Jacobo García: Guitarra (1999)
- Sergio Belmonte: Teclados (2001-2002)
- Manu Hidalgo: Teclados (1997 - 2001) (2002)
- J. Guzmán: Bajo (1997 - 2011)
- Fran Benítez: Guitarra (1997 - 2013)
- Hugo Martín: Piano y teclados (2003 - 2015)

## Discografía

### Álbumes de estudio como TYR
| Año  | Título     |
| ---- | ---------- |
| 2001 | TYR        |
| 2006 | Hipokrisia |

### Sencillos publicados como Alhándal
| Año  | Título                                 |
| ---- | -------------------------------------- |
| 2009 | En el lago - Abril                     |
| 2009 | Ininteligible 2.0 - Mar de cristal     |
| 2012 | El Garrotín - Paseando por la mezquita |
| 2013 | Azul y Sal                             |
| 2014 | Mentiras de verdad                     |
| 2015 | Jardín del Sur                         |

### Álbumes de estudio como Alhándal
| Año  | Título                  |
| ---- | ----------------------- |
| 2010 | Raíces                  |
| 2012 | Rotta                   |
| 2014 | Retales                 |
| 2016 | Donde empieza el tiempo |